# Trilepis tenuis
Trilepis tenuis là loài thực vật có hoa trong họ Cói. Loài này được Vitta mô tả khoa học đầu tiên năm 2002.